# Васильев, Антон Всеволодович
Анто́н Все́володович Васи́льев (род. 12 мая 1954) — российский дипломат. Чрезвычайный и полномочный посол (2016).

## Биография
В 1976 году закончил МГИМО. С 1983 года — кандидат экономических наук.
Занимал различные дипломатические посты в центральном аппарате МИД СССР и России и за рубежом.
В 1976—1996 годах — трижды проходил службу в посольствах СССР и России в Китае. В перерывах между работы в Китае, работал в МИД СССР и МИД России, в том числе заместителем директора Первого департамента Азии МИД.
- В 1993—1996 годах — советник-посланник посольства России в Китае.
- В 1996—2002 годах — заместитель директора департамента по вопросам безопасности и разоружения МИД России.
- В 2002—2007 годах — заместитель постоянного представителя Российской Федерации при Отделении ООН и других международных организациях в Женеве, Швейцарская Конфедерация.
- С 14 января 2008 по март 2014 года — посол по особым поручениям МИД России. Отвечал за координацию работы по арктическим проблемам. Занимал должности председателя Комитета старших должностных лиц Совета Баренцева/Евроарктического региона и представителя Российской Федерации в Арктическом совете[1].
- С 6 марта 2014 по 11 ноября 2020 года — чрезвычайный и полномочный посол Российской Федерации в Республике Исландия[2][3].

## Награды
- Орден Дружбы (29 мая 2000) — за многолетнюю плодотворную работу и активное участие в проведении внешнеполитического курса Российской Федерации[4].

## Дипломатический ранг
- Чрезвычайный и полномочный посланник 2 класса (2 июня 1993)[5]
- Чрезвычайный и полномочный посланник 1 класса (23 августа 2005)[6]
- Чрезвычайный и полномочный посол (10 февраля 2016)[7]